# Gibril Wilson
Gibril Donald Wilson (Freetown, 12 novembre 1981) è un ex giocatore di football americano sierraleonese che ha militato nel ruolo di safety nella National Football League (NFL).

## Carriera universitaria
Wilson al college ha giocato con i Tennessee Volunteers, squadra rappresentativa dell'Università del Tennessee, venendo inserito nel Second-team All-SEC nel 2003.

## Carriera professionistica

### New York Giants
Al draft NFL 2004 è stato selezionato come 136a scelta dai Giants. Ha debuttato nella NFL il 19 settembre 2004 contro i Washington Redskins indossando la maglia numero 28.
Nelle sue quattro stagioni con i Giants ha giocato 52 partite di cui 51 da titolare e proprio nel suo ultimo anno nella stagione 2007 ha vinto il Super Bowl XLII.

### Oakland Raiders
Il 29 febbraio 2008 firma con i Raiders un contratto di 6 anni per 39 milioni di dollari. Ha mantenuto lo stesso numero di maglia e nell'unico anno ha realizzato ben 129 tackle e anche una safety contro il quarterback Philip Rivers dei San Diego Chargers.
Il 20 febbraio 2009 è stato svincolato dai Raiders.

### Miami Dolphins
Il 26 febbraio 2009 ha firmato un contratto di 5 anni per 27,5 milioni di dollari di cui 8 milioni garantiti. Ha mantenuto il suo stesso numero di maglia.
Con i Dolphins la stagione si rivela poco soddisfacente a causa di qualche grosso errore di copertura non viene ritenuto idoneo per il suo ruolo. Di conseguenza il 5 marzo 2010 viene svincolato.

### Cincinnati Bengals
Il 6 maggio 2010 firma con i Bengals. Wilson cambia il suo numero di maglia, sceglie il numero 27. Durante la partita di pre-stagione contro i Philadelphia Eagles si infortuna gravemente al legamento crociato anteriore e a quello mediale collaterale del ginocchio sinistro. Il 29 agosto viene messo sulla lista infortunati finendo in anticipo la stagione regolare.
Nella stagione successiva ha giocato tutte le 16 partite ma solamente una da titolare.

## Palmarès
- Super Bowl : 1 Vittoria del Super Bowl XLII

## Statistiche
| Partite totali             | 100 |
| Partite totali da titolare | 81  |
| Tackle totali              | 618 |
| Intercetti fatti           | 13  |
| Fumble forzati             | 8   |
| Fumble recuperati          | 7   |